# Johann Samuel Eduard d'Alton
Johann Eduard Samuel d'Alton (Sankt Goar, 17 luglio 1803 – Halle, 25 luglio 1854) è stato un anatomista tedesco.
Insegnò anatomia a Berlino e a Halle, continuando l'opera del padre Eduard Joseph d'Alton.

## Opere
- Die Vergleichende Osteologie con Eduard Joseph d'Alton; 1821)
- Ueber das Nervensystem der Petromyzon (con Friedrich Schlemm; 1838)
- Handbuch der vergleichenden Anatomie des Menschen (1850)
- De monstris, quibus extremitates superfluae suspensae sunt (1853)
- De monstrorum duplicium origine (1849)
- Der fossile Gavial von Boll in Württemberg (con Hermann Burmeister; 1854)